# Heterothelphusa
Heterothelphusa is een geslacht van kreeftachtigen uit de klasse van de Malacostraca (hogere kreeftachtigen).

## Soorten
- Heterothelphusa fatum Ng, 1997
- Heterothelphusa insolita Ng & Lim, 1986